# Volucella fraudulenta
Volucella fraudulenta is een vliegensoort uit de familie van de zweefvliegen (Syrphidae). De wetenschappelijke naam van de soort is voor het eerst geldig gepubliceerd in 1891 door Williston.